# Nymphulosis arcanella
Nymphulosis arcanella là một loài bướm đêm trong họ Crambidae.